# Droit des assurances en France
Le droit des assurances est la branche du droit qui régit les relations entre les assurés et les assureurs liés par un contrat d'assurance.
Ces relations passent notamment par l'étude du contrat d'assurance (ou police d'assurance) qui précise les garanties offertes par l'assureur.
L'assurance est un contrat grâce auquel précisément l'une des parties l'assuré lato sensu va obtenir la garantie de la prise en charge des conséquences néfastes pouvant découler d'un évènement préjudiciable. Elle va ainsi obtenir l'engagement de son contractant l'assureur qu'il lui fournisse une « prestation déterminée » (C.ass., art. L. 113-5) en cas de survenance de cet événement incertain au jour de la conclusion du contrat et constitutif dès lors d'un risque.

## Contrat d'assurance
Le code des assurances français ne définit pas le contrat d'assurance. Un contrat d’assurance est une convention par laquelle une partie (le souscripteur) se fait promettre pour son compte ou celui d’un tiers par une autre partie (l’assureur) une prestation généralement pécuniaire en cas de réalisation d’un risque, moyennant le paiement d’une prime ou cotisation ». Il est régi par les principes généraux du Code civil et par la réglementation particulière prévue par le Code des assurances (ou par le Code de la mutualité s'il a été conclu par une mutuelle).

### Caractères
Le contrat d’assurance est doté de plusieurs caractéristiques juridiques. C'est un contrat :
- consensuel
- synallagmatique (ou bilatéral)
- aléatoire
- à titre onéreux
- successif (où à exécution successive)
- d’adhésion
- nommé
- de bonne foi.

### Acteurs
Un contrat d’assurance peut engager deux ou plusieurs autres parties.
- L’assureur: l’assureur est la partie qui prend l’engagement d’indemniser le bénéficiaire du contrat d’assurance en cas de sinistre.
- Le souscripteur: le souscripteur, nommé « contractant » en assurance-vie ou « preneur d’assurance » (policy holder) en droit communautaire, est la partie au contrat qui signe les documents contractuels et qui s’engage au paiement des primes.
- L’assuré : l’assuré est la personne sur la tête (en assurance-vie) ou sur les intérêts (assurance dommage) de qui pèse le risque assuré. Il ne s’agit pas nécessairement du souscripteur du contrat, car l’assurance a pu être contractée par un tiers pour son compte (cas de « l’assurance pour le compte de qui il appartiendra », par exemple).
- Les tiers bénéficiaires : les tiers bénéficiaires sont les personnes qui n’ont eu aucun contact direct avec l’assureur avant la survenance d’un sinistre, mais qui bénéficient des prestations de l’assureur après la réalisation dudit sinistre.

## Types d'assurances
La classification juridique fondamentale est celle des assurances de dommages dont le régime juridique est dominé par le principes indemnitaire, et des assurances de personnes dont le régime juridique est lié a la détermination purement contractuelle des obligations de l'assureur.
- Assurance de dommages

Elles regroupent les assurances de biens et les assurances de responsabilité.Les assurances de biens se rapportent à l'indemnisation des dégâts causés au patrimoine de l'assuré. Concernant les assurances de responsabilités, elles couvrent les frais incombant à l'assuré ou à une personne dont il est responsable juridiquement, à la suite de dommages faits à autrui.
- Assurance de personnes

Les assurances de personnes, par opposition aux assurances de biens, ont pour objet de garantir collectivement ou individuellement la personne humaine. Elles couvrent les risques d’atteinte à l’intégrité physique :
1. Assurances contre les accidents corporels
2. Assurance maladie
3. Assurance sur la vie

## Risque
Le risque est l’évènement aléatoire (celui dont la survenance ne dépend pas de la volonté de l'assuré) contre les conséquences duquel on se prémunit : vol, conflit, incendie, décès… Il s'agit de l'objet même du contrat d'assurance. Par définition, le contrat d'assurance est un contrat aléatoire : « L'aléa existe dès lors qu'au moment de la formation du contrat, les parties ne peuvent apprécier l'avantage qu'elles en retireront parce que celui-ci dépend d'un évènement incertain». Le risque qui est couvert est défini par les parties. Le risque doit être indépendant de la volonté des parties. Les évènements certains, impossibles ou dépendant de la volonté de l'assuré ne sont pas assurables (sauf le suicide après un délai minimum). Les risques sont soit des risques de dommages aux personnes (risques d'atteintes corporelles pesant sur l'intégrité personnelle ou la vie)soit des risques dommage (assurance de biens et assurance responsabilité). Le risque peut être aussi un risque crédit à savoir l'insolvabilité du débiteur. L'assurance vie présente en fait le caractère d'un contrat d'épargne, favorisé par le statut fiscal privilégié de l'indemnité. Le contrat d'assurance est individuel lorsqu'il est souscrit par un assuré) ou collectif (souscrit par un tiers pour couvrir un groupe assurés), intuitu personae (portant sur une personne) ou non (assurance de chose). Le contrat est soit de droit privé , soit de droit public (s'il est conclu dans le cadre d'un marché public). Selon la qualité des parties il est civil, commercial ou mixte. L'assurance est un mécanisme contractuel qui permet de faire garantir par une partie (l'assureur) un événement aléatoire (le sinistre) que peut subir l'autre partie (l'assuré), moyennant le versement d'une contrepartie financière (la prime d'assurance).

## Prime
Le contrat d'assurance étant un contrat à titre onéreux; la prime d'assurance représente techniquement le coût de la garantie du risque; juridiquement, elle est la contrepartie de la sécurité vendu par l'assureur. Le calcule de la prime relève d'une évaluation essentiellement technique,tandis que l'obligation au paiement de la prime constitue dans le contrat synallagmatique d'assurance la cause de l'obligation corrélative de garantie de l'assureur en cas de sinistre.

## Sinistre

### Déclaration du sinistre
La déclaration du sinistre peut apparaître comme une simple formalité, certes obligatoire à laquelle est soumis le souscripteur ou son mandataire, comme le courtier s'il souhaite obtenir de l'assureur sa prestation. cette obligation s'accompagne cependant d'une autre exigence, à savoir celle de prouver le sinistre. Cette double prescription ce justifie par le fait que l'assureur, débiteur de la garantie, devra apprécier le plus rapidement l'intensité du sinistre. L'obligation qui pèse sur le souscripteur de procéder a la déclaration du sinistre est prévue à l'article L. 113-2 alinéa 4 du code des assurances « L’assuré est obligé : de donner avis à l'assureur, dès qu'il en a eu connaissance et au plus tard dans le délai fixé par le contrat, de tout sinistre de nature à entraîner la garantie de l'assureur. Ce délai ne peut être inférieur à cinq jours ouvrés. Ce délai minimal est ramené à deux jours ouvrés en cas de vol et à vingt-quatre heures en cas de mortalité du bétail.Les délais ci-dessus peuvent être prolongés d'un commun accord entre les parties contractantes.Lorsqu'elle est prévue par une clause du contrat, la déchéance pour déclaration tardive au regard des délais prévus au 3° et au 4° ci-dessus ne peut être opposée à l'assuré que si l'assureur établit que le retard dans la déclaration lui a causé un préjudice. Elle ne peut également être opposée dans tous les cas où le retard est dû à un cas fortuit ou de force majeure.Les dispositions mentionnées aux 1°, 3° et 4° ci-dessus ne sont pas applicables aux assurances sur la vie ».

### Règlement du sinistre
L'article L.113-5 du code des assurances dispose que « lors de la réalisation du risque ou à l'échéance du contrat, l'assureur doit exécuter dans le délai convenu la prestation déterminée par le contrat et ne peut être tenu au-delà».Ce texte indique donc que l'obligation est faite a l'assureur de procéder au règlement du sinistre se manifeste par l’exécution d'une prestation dont les modalités de paiement s’agissant de la prestation pécuniaire, doivent être précisées.

## Régimes spéciaux d'assurance

### Assurance automobile
L'assurance de la responsabilité des véhicules terrestres à moteur est obligatoire. Le principe de l'obligation d'assurance en matière de circulation automobile se traduit par un double phénomène: une obligation d’être assuré et une obligation d'assurer. Les assureurs proposent en général des contrats multirisques automobile, qui regroupent plusieurs sortes d'assurances: une assurance de bien du véhicule contre le vol, l’incendie, le bris de glaces, les catastrophes naturelles.

### Responsabilité des professionnels de santé exerçant à titre libéral
La loi 2002-303 du 4 mars 2002 relative aux droits des malades et à la qualité du système de soins rend obligatoire l’assurance en responsabilité civile professionnelle pour les professionnels de santé exerçant à titre libéral. L’article L. 1142-2 alinéa 1 du code de santé publique dispose que :« Les professionnels de santé exerçant à titre libéral (…) sont tenus de souscrire à une assurance destinée à les garantir pour leur responsabilité civile ou administrative susceptible d'être engagée en raison de dommages subis par des tiers et résultant d'atteintes à la personne, survenant dans le cadre de l'ensemble de cette activité.». La notion de « professionnels de santé exerçant à titre libéral » désigne les membres des professions médicales et paramédicales non salariés. L’obligation d’assurance de responsabilité civile professionnelle ne s’impose donc pas uniquement aux professionnels installés, mais à tous ceux exerçant en libéral. Ainsi, un professionnel de santé remplaçant ou collaborateur, puisqu'il exerce en libéral, est assujetti à l’obligation d’assurance personnelle de son activité professionnelle.